# Peperomia montecristana
Peperomia montecristana är en pepparväxtart som beskrevs av William Trelease. Peperomia montecristana ingår i släktet peperomior, och familjen pepparväxter. Inga underarter finns listade i Catalogue of Life.